# A-Junioren Eredivisie 1996/97
De A-Junioren Eredivisie 1996/97 was de vijfde editie van deze Nederlandse voetbalcompetitie die door de KNVB wordt georganiseerd.
De plaatsen van het vorige seizoen gedegradeerde SC Feyenoord en Excelsior werden ingenomen door Go Ahead Eagles en Willem II. Go Ahead Eagles was het vorige jaar na een beslissingswedstrijd tegen het puntgelijke FC Zwolle geëindigd als nummer 2 achter Ajax A2 in de Eerste Divisie A. Omdat Ajax A1 al in de Eredivisie speelde mocht Ajax A2 niet promoveren. Willem II kwam er bij als kampioen van de Eerste Divisie B. Na de degradatie van SC Feyenoord vorig seizoen was er nu geen enkele amateurvereniging meer in de Eredivisie 
Het kampioenschap was wederom voor Ajax, dat daarmee haar 18e landstitel bij de A-Junioren won. Het was reeds de zesde keer op rij dat Ajax Nederlands kampioen werd bij de A-Junioren. Daarmee verbeterden de Ajacieden hun eigen record van vijf opeenvolgende titels uit de jaren 1982 tot en met 1986.

## Promotie en degradatie
Sparta werd laatste met slechts drie overwinningen en maar liefst negen gelijke spelen. Samen met Willem II degradeerden de Rotterdammers naar de Eerste divisie A-Junioren. De Eerste Divisie was gesplitst in twee regionale afdelingen. Ajax A2 werd kampioen van 1 A en NAC werd kampioen van 1 B. Doordat Ajax A2 niet mocht promoveren werd haar plaats ingenomen door nummer 2 Telstar

## Eindstand
| pos | club            | gs | w  | g  | v  | pnt | dv | dt | ds  |
| --- | --------------- | -- | -- | -- | -- | --- | -- | -- | --- |
| 1.  | Ajax            | 26 | 21 | 3  | 2  | 66  | 85 | 23 | +62 |
| 2.  | Vitesse         | 26 | 17 | 6  | 3  | 57  | 53 | 23 | +20 |
| 3.  | PSV             | 26 | 13 | 4  | 9  | 43  | 51 | 43 | +8  |
| 4.  | Feyenoord       | 26 | 12 | 5  | 9  | 41  | 54 | 35 | +19 |
| 5.  | AZ              | 26 | 10 | 8  | 8  | 38  | 42 | 40 | +2  |
| 6.  | ADO Den Haag    | 26 | 10 | 7  | 9  | 37  | 35 | 42 | -7  |
| 7.  | FC Utrecht      | 26 | 9  | 6  | 11 | 33  | 34 | 38 | -4  |
| 8.  | FC Volendam     | 26 | 7  | 9  | 10 | 30  | 42 | 52 | -10 |
| 9.  | FC Twente       | 26 | 5  | 14 | 7  | 29  | 43 | 45 | -2  |
| 10. | SC Heerenveen   | 26 | 7  | 8  | 11 | 29  | 30 | 46 | -16 |
| 11. | FC Groningen    | 26 | 7  | 5  | 14 | 26  | 41 | 67 | -26 |
| 12. | Go Ahead Eagles | 26 | 5  | 10 | 11 | 25  | 36 | 54 | -18 |
| 13. | Willem II       | 26 | 5  | 8  | 13 | 23  | 38 | 56 | -18 |
| 14. | Sparta          | 26 | 3  | 9  | 14 | 18  | 30 | 50 | -20 |